# O/D
O/D（おーでぃー）は、かつて福岡市中央区にあったクラブ。

## 来歴
1994年、「東京トロイビル」4階にてオープン。その後、「19ラインビル」6階、「WITH TENJINビル」B1階への移転を経て、2003年末に一時休業し、2007年12月15日より「VOID FUKUOKA」4階・5階にて再オープン。2012年10月13日、閉店。10月20日、新たにcomplex@MILLSとしてリニューアル。2016年8月31日、閉店。